# Paolo Nespoli
Paolo Angelo Nespoli (Milano, 6 aprile 1957 ) è un ex astronauta, ingegnere e militare italiano.

## Biografia
Cresciuto a Verano Brianza, si diploma nel 1977 al Liceo Scientifico Frisi di Desio, poi divenuto Liceo Ettore Majorana.
Nel 1977 entra nella Scuola Militare di Paracadutismo di Pisa, dove ottiene la qualifica di sottufficiale istruttore di paracadutismo. Nel 1980 fa il suo ingresso nelle Forze speciali italiane, ottenendo la qualifica di incursore paracadutista presso l'allora 9º Battaglione d'assalto paracadutisti "Col Moschin". Viene inviato in Libano nella Forza Multinazionale di Pace, dal 1982 al 1984. Col grado di maggiore, è un ufficiale della riserva dell'Esercito Italiano.
Ottiene a New York un Bachelor of Science in Aerospace Engineering nel 1988 e un Master of Science in Aeronautics and Astronautics nel 1989 presso il Politecnico della New York University. Nel 1990 consegue la laurea in Ingegneria meccanica presso l'Università degli Studi di Firenze.

### L'esperienza aerospaziale
Nel 1991 viene assunto dall'ESA.

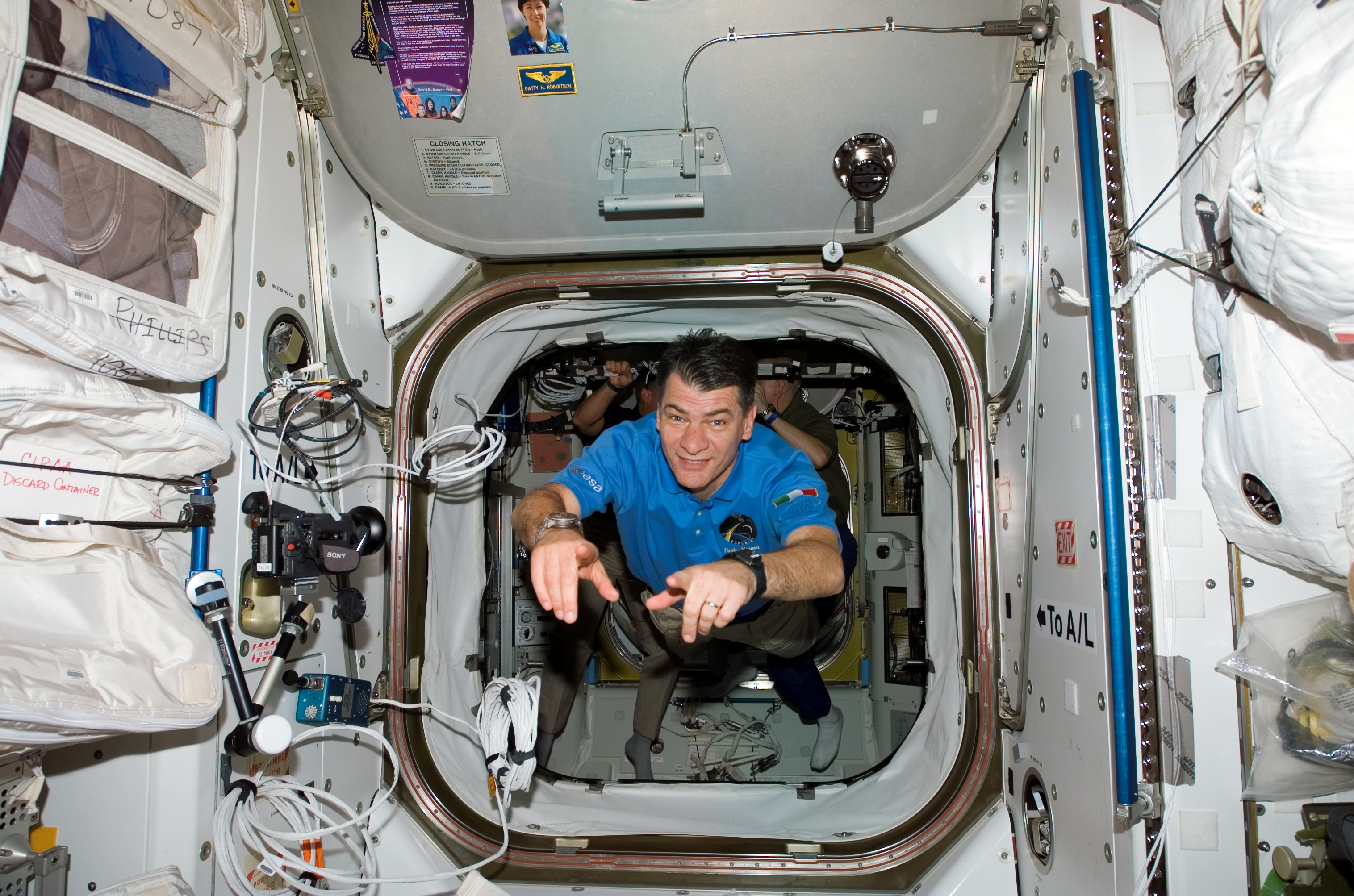
Nespoli mentre fluttua a bordo della Stazione Spaziale internazionale durante la missione STS-120

Il 23 ottobre 2007 parte con lo Space Shuttle Discovery, STS-120, in qualità di specialista di missione (missione Esperia per l'ESA). Durante la missione si occupa del coordinamento delle attività extraveicolari (cosiddette «passeggiate nello spazio») relative all'assemblaggio del Node 2, o Harmony, nuovo componente multi-funzionale della Stazione spaziale internazionale prodotto da industrie italiane. Durante la missione, svolta con successo nonostante le complessità e i numerosi imprevisti, l'astronauta ha avuto modo di parlare, oltre che con alcune scuole italiane, anche con il Presidente della Repubblica Italiana Napolitano.
Il 15 dicembre 2010 torna sulla Stazione Spaziale Internazionale con la Sojuz TMA-20 per la missione MagISStra dell'ESA, l'ente spaziale europeo, come ingegnere di volo. Dopo 157 giorni trascorsi a bordo della Stazione Spaziale Internazionale, il 23 maggio 2011 alle 4:27 ora italiana rientra sulla Terra a bordo della Sojuz, insieme al russo Dmitrij Kondrat'ev e alla statunitense Catherine Coleman, atterrando nelle steppe del Kazakistan e concludendo con successo l'Expedition 27.
Il 26 giugno 2015 è assegnato all'equipaggio di Expedition 52/53 insieme al cosmonauta Fëdor Jurčichin e all'astronauta NASA Jack Fischer. I tre vengono ingaggiati anche come equipaggio di riserva per l'Expedition 50/51.
Il 28 ottobre 2016 il comandante Fëdor Jurčichin e l'ingegnere di volo Jack Fischer sono sostituiti dal cosmonauta Sergej Rjazanskij e dall'astronauta NASA Randolph Bresnik a causa della decisione di Roscosmos di ridurre i propri cosmonauti presenti sulla ISS.
Il 28 luglio 2017 Paolo Nespoli torna nello spazio per la terza volta, partendo da Bajkonur alle 17.41, ora italiana, a bordo della Sojuz MS-05 alla volta della Stazione spaziale internazionale. Alle 23.54, ora italiana, la capsula Sojuz attracca e infine all'1.57, ora italiana, Nespoli fa il suo ingresso nella stazione. Il 14 dicembre 2017 alle 9.27, ora italiana, dopo 139 giorni sulla ISS Nespoli atterra a bordo della Sojuz MS-05 nella steppa del Kazakistan, la città più vicina al sito d'atterraggio è Dzhezkazgan.
In totale, nelle tre missioni del 2007, del 2010-2011 e del 2017 Paolo Nespoli è rimasto nello spazio per 313 giorni, 2 ore e 36 minuti.
In seguito al ritiro dalla sua carriera da astronauta, dal 2023 insegna al Politecnico di Milano presso il corso di Space Engineering la materia Human Spaceflight and Operations.

### Vita privata
È sposato con Aleksandra Rjabova, di origine russa, da cui ha avuto due figli.
Durante la propria missione in Libano nei primi anni 1980, conobbe la scrittrice Oriana Fallaci che, a missione conclusa, lo esortò a perseguire il suo sogno di diventare un astronauta, nonostante Nespoli a 27 anni non fosse laureato e non conoscesse l'inglese. Con la Fallaci ebbe una relazione sentimentale durata cinque anni durante la quale convisse con lei a New York potendo così laurearsi.
Dopo aver perduto il padre nel 2007, ha subito il lutto della perdita della madre mentre si trovava a bordo della Stazione Spaziale Internazionale, il 2 maggio 2011. Durante i funerali, avvenuti nel primo pomeriggio del 4 maggio, nel momento di un transito della ISS sull'Italia è stato osservato un minuto di silenzio e di sospensione delle attività di bordo.
Nel 2021 rivela di essere affetto da un linfoma B cerebrale, efficacemente trattato, che lo costringe però ad abbandonare la carriera di astronauta.

## Presenza nella cultura di massa
Paolo Nespoli ha scritto un libro, edito da Mondadori, Dall'alto i problemi sembrano più piccoli, in cui racconta la sua esperienza nello spazio e le lezioni di vita che ne ha ricavato. Il libro è stato presentato il 13 ottobre 2012 in una conferenza stampa a Milano.
L'astronauta ha inoltre ispirato alla scrittrice fiorentina Oriana Fallaci il personaggio di Angelo, protagonista del romanzo Insciallah.
Nel 2010 è stato protagonista con Topolino nella storia a fumetti Topolino, Paolo Nexp e l'orbita del domani pubblicata in due tempi sui numeri 2872 e 2873.
È titolare del nominativo di stazione di radioamatore IZ0JPA con il quale ha effettuato molti collegamenti con scuole italiane a bordo della Stazione spaziale internazionale (ISS) sulla frequenza VHF di 145,8 MHz in FM.
Il 21 gennaio 2011, in occasione del novantesimo compleanno dello scrittore italiano Eugenio Corti, Paolo Nespoli ha inviato dallo spazio una sua foto che lo ritrae all'interno della Stazione Spaziale Internazionale con in mano un biglietto di auguri di buon compleanno per lo scrittore.
Nel maggio dello stesso anno, in conclusione della missione MagISStra, ha indossato la maglia dell'Inter, club di cui è tifoso.
Nel 2017 Nespoli è stato anche protagonista insieme a Rat-Man della storia a fumetti C'è spazio per tutti realizzata da Leo Ortolani in collaborazione con le agenzie spaziali italiana ed europea.

## Il docu-film "Expedition"
Expedition è un docu-film prodotto da Omnia Gold Studios Production e diretto da Alessandra Bonavina. È stato realizzato con il sostegno e patrocinio di ASI ed ESA, in collaborazione con NASA e RKA.
Nel documentario viene seguito passo dopo passo l'addestramento di Nespoli per la missione spaziale Expedition 52/53 (missione VITA). Viene mostrato tutto ciò che avviene prima del lancio: i durissimi addestramenti, gli esperimenti, le simulazioni di situazioni catastrofiche e l'aspetto tecnologico della missione.
Il documentario è stato presentato alla 74ª Mostra internazionale d'arte cinematografica di Venezia, durante la quale Nespoli si è collegato in diretta dall'ISS.
Il 16 dicembre 2017, il documentario ha ricevuto il premio Spazio Cinema.

## Onorificenze

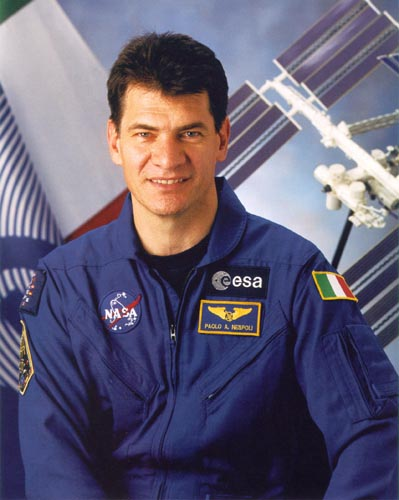
Nespoli nel 2006

## Riconoscimenti

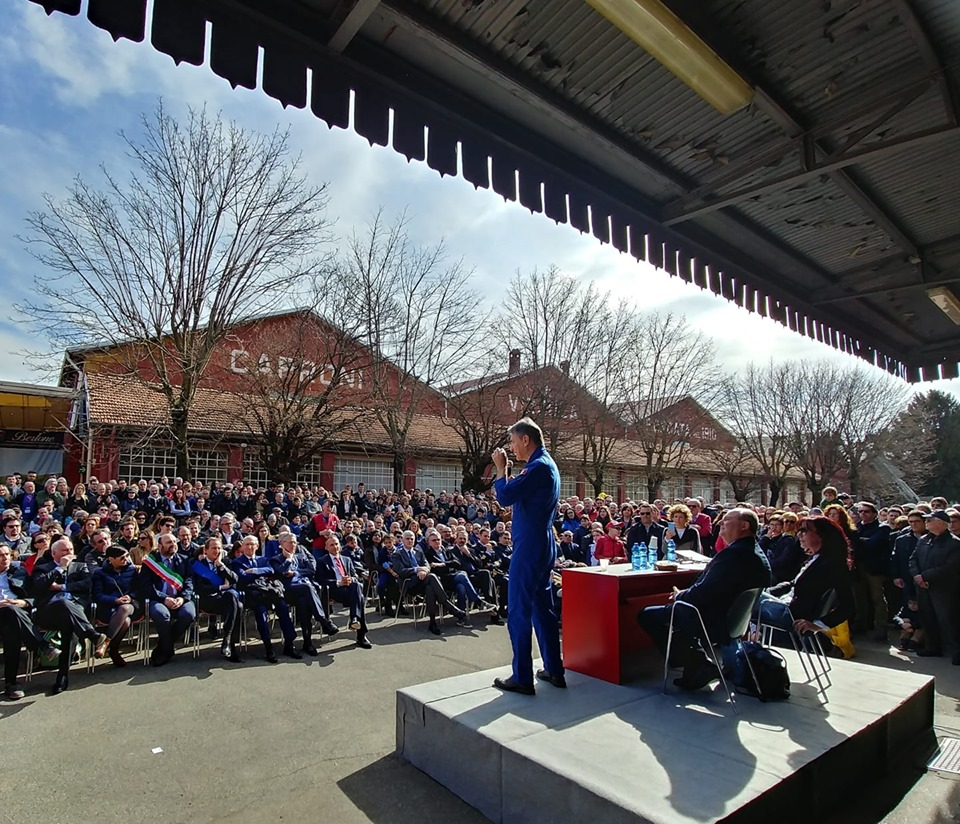
Paolo Nespoli inaugura il nuovo Padiglione dell'Astronomia e dello Spazio di Volandia.

Gli è stato dedicato un asteroide, 12405 Nespoli.
Nel 2015 gli è stato conferito presso la Camera dei Deputati il Premio America della Fondazione Italia USA.
Nel 2018 gli è stato conferito il “Premio Scienza Giovani” dalla Società Italiana della Scienza e della Ingegneria (SIdSI) presso i Laboratori Nazionali del Gran Sasso dell'Istituto nazionale di fisica nucleare durante la giornata di approfondimento scientifico "La mobilità del futuro".
Premio Columbus nel 2018 per la Scienza
Socio onorario e componente del Comitato Scientifico della (SIdSI).
Il 21 giugno 2019 gli è stata conferita la Laurea Magistrale ad honorem in Ingegneria Aerospaziale presso il Politecnico di Torino.

## Filmografia
- Expedition (TBA) di Alessandra Bonavina, film documentario.[16]

## Pubblicazioni
- Paolo Nespoli, Dall'alto i problemi sembrano più piccoli, collana Ingrandimenti, Mondadori, 2012, ISBN 978-8804614401.
- Paolo Nespoli | L'unico giorno giusto per arrendersi anno 2022 editore Mondadori ISBN 9788804724742
- Paolo Nespoli, FARSI SPAZIO, anno 2020

Roi Edizioni ISBN
9788836200177

## Curiosità
Durante la missione Expedition 53, Paolo Nespoli ha dato vita a una vera e propria serata pizza insieme agli altri astronauti a bordo della Stazione spaziale internazionale.

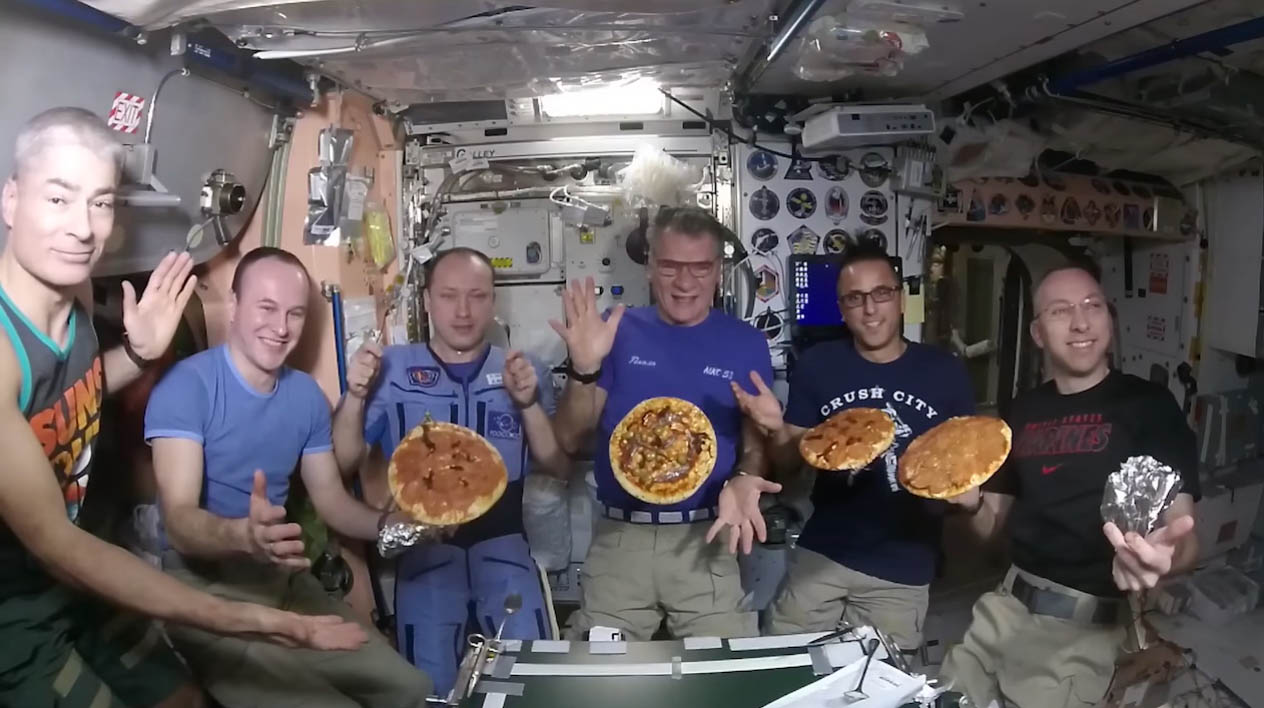
La serata pizza di Nespoli.